# Bajonna
Bajonna (fr. Bayonne, wymowaⓘ; gask. i bask. Baiona) – miejscowość i gmina we Francji, w regionie Nowa Akwitania, w departamencie Pyrénées-Atlantiques.
Według danych na rok 1990 gminę zamieszkiwało 40 051 osób, a gęstość zaludnienia wynosiła 1847 osób/km² (wśród 2290 gmin Akwitanii Bajonna plasuje się na 5. miejscu pod względem liczby ludności, natomiast pod względem powierzchni na miejscu 472.).
W mieście stacjonuje jednostka komandosów 1er RPIMa. Znajduje się tu stacja kolejowa Gare de Bayonne,

## Miasta partnerskie
- Pampeluna, Hiszpania
- Daytona Beach, Stany Zjednoczone
- Bayonne, Stany Zjednoczone
- Kutaisi, Gruzja